# YaST
YaST（ヤスト、Yet another Setup Tool）は、オペレーティングシステムの設定と構成管理のためのツールであり、openSUSEやノベルの派生商用ディストリビューションに採用されている。また、かつて存在したUnited Linuxでも採用されていた。AutoYaSTはインストールの自動化ツールでありYaSTに基づいている。SUSEディストリビューションは1996年5月のリリースで最初にYaSTを採用した。
YaSTは自由ソフトウェアであり、GPLでライセンスされている。

## 概要

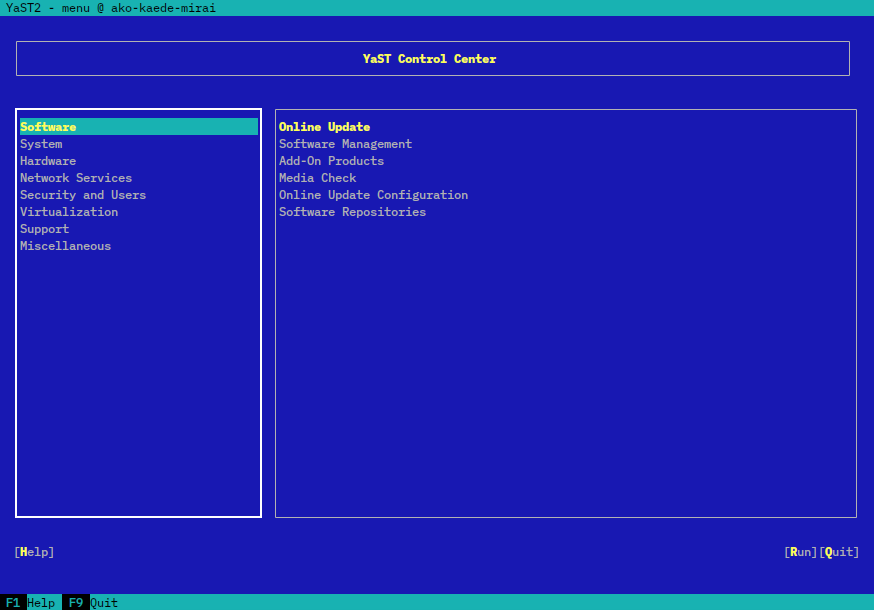
TUI版のYaST（ncursesを使用）

YaSTはSUSE Linuxの管理・保守ツールである。管理者がソフトウェアをインストールしたり、ハードウェアを設定したり、ネットワークやサーバとしての設定をしたりといった作業をする際に使用する。
YaSTには、GUIのフロントエンドとncursesのフロントエンドがある。後者は、GUIを使わずにインストールする場合や低速なインターネット接続経由でシステム管理作業をする場合、あるいはGUIが使えない状況でブートしなければならないが高機能のパッケージマネージャが必要な場合（例えば、初心者がグラフィックス関係の問題に対処するためにXorgパッケージをダウングレードさせようとする場合）に便利である。
YaSTの表示設定モジュールはSaX2と呼ばれる（SUSE Automated X configuration, version 2 の略）。
openSUSE 10.3では、GNOMEユーザー向けに再設計したYaSTを新たに加えた。新たなモジュールとして"Community Repositories"が加わり、よく使うリポジトリを容易に追加できるようになった。また、KIWIイメージングツールにより、独自のSUSEイメージを容易に作成できるようになった。
YaSTのパッケージマネージャ機能はZYppプロジェクトに成果を使っている。当初、ZYppを採用したYaSTには性能問題があり、起動に時間がかかっていたが、10.2および10.3では改善されている。openSUSE 11.0 alpha 3から、ZYppはSATソルバプロジェクトに統合され、YaSTは他のrpmパッケージマネージャよりも高性能になっている。
AutoYaSTは1つ以上のopenSUSEシステムをユーザーが全く介在しない状態で自動的にインストールできる。AutoYaSTによるインストールは、インストールおよび設定データを含む制御ファイルを使って実施される。現在のシステムのプロファイルは/root/autoyast.xmlにある。